# Metoda pozyskiwania drewna
Metoda pozyskiwania drewna, system pozyskania drewna – technologia pozyskania surowca drzewnego z lasu lub plantacji drzew szybkorosnących, uwzględniająca sposób transportu drewna.
Najbardziej rozpowszechniona w świecie klasyfikacja, przyjmuje jako kryterium podziału:
- miejsce okrzesywania ściętego drzewa
- miejsce wyróbki sortymentu drzewnego

oraz
- formę transportowanego drewna
Na podstawie wyżej wymienionej klasyfikacji metody pozyskiwania drewna można podzielić na:

- Metoda całego drzewa (system całego drzewa) polega na transporcie ściętych drzew z koroną oraz okrzesywaniu i przerzynce drewna na składnicy (bez względu na jej lokalizację, wielkość, czy własność). Główną cechą tej metody jest powstanie surowca drzewnego (właściwego towaru rynkowego) na składnicy. W literaturze przedmiotu metoda znana jest pod nazwą FTS – od pierwszych liter nazwy angielskiej (full tree system).
- Metoda drzewa w częściach (system drzewa w odcinkach) po ścince dzieli się drzewo na części (na przykład na nieugałęzioną i ugałęzioną – koronę), które mogą być oddzielnie transportowane. Często części pnia i korony silnie ugałęzione są rozdrabniane (zrębkowane) w całości. Metoda znana jest pod nazwą STS (short tree system).
- Metoda całej strzały (system całej strzały, system dłużycowy)- polega na okrzesywaniu ściętego drzewa na powierzchni cięć – w lesie, tuż przy pniu (pniaku), oraz transporcie całych dłużyc do składnic, gdzie zostaje wykonana manipulacja (podział sztuki drewna na odpowiednie sortymenty) i przerzynka drewna (w miejscu wykonanego podziału). Metoda znana jest pod nazwą LWS (long wood system).
- Metoda sortymentowa (metoda drewna krótkiego, system drewna krótkiego, metoda sortymentowa, system sortymentowy), po okrzesaniu, manipulacji i przerzynce drewna na powierzchni cięć na kłody i wyrzynki są one następnie transportowane, na składnicę, bądź do odbiorcy. Metoda znana jest pod nazwą SWS (short wood system).
- Metoda drewna sypkiego (system drewna sypkiego) polega na rozdrabnianiu drewna w lesie na zrębki i jego wywozie. Metoda znana jest pod nazwą FWS (friable wood system).